# 複齒鐵角蕨
複齒鐵角蕨（学名：Asplenium filipes）为鐵角蕨科鐵角蕨屬下的一个种。